# Agroekologija
Agroekologija je uporaba ekoloških konceptov in načel v kmetijstvu. Agroekologija spodbuja kmetijske prakse, ki; Omili podnebne spremembe – zmanjša emisije, reciklira vire in da prednost lokalnim oskrbovalnim verigam.

## Ekološka strategija
Študija agroekologije poteka na različnih agroekosistemih. Agroekologija ni povezana z neko metodo gojenja, pa naj gre za ekološko, konvencionalno, intenzivno ali ekstenzivno. Poleg tega se ne opredeljuje do nekaterih načinov upravljanja, kot je uporaba naravnih sovražnikov namesto insekticidov ali polikulture namesto monokulture. Poleg tega agroekologi soglasno ne nasprotujejo tehnologijam ali surovinam v kmetijstvu ampak želijo oceniti, kako, kdaj in če se lahko tehnologija uporablja v povezavi z naravnimi, socialnimi in človeškimi sredstvi. Agroekologija predlaga kontekst ali "site-specific" način študije v agroekosistemih in kot tak, priznava da ne obstaja univerzalna formula ali recept za uspeh in največjo blaginjo kmetijskega ekosistema.
Namesto tega lahko agroekologi preučujejo vprašanja povezana s štirimi sistemskimi lastnostmi agroekosistemov: produktivnost, stabilnost, trajnostnost in pravičnost. Za razliko od disciplin, ki se ukvarjajo samo z eno od nekaterih lastnosti, agroekologi vidijo vse štiri lastnosti, ki so med seboj povezane. Agroekologi preučujejo te štiri lastnosti s pomočjo interdisciplinarnega pristopa. Z uporabo naravnih znanosti poskušajo razumeti elemente v ekosistemih kot so lastnosti tal in rastlin, ter da z uporabo družboslovnih metod razumejo učinke kmetovanja na podeželju, gospodarske omejitve v razvoju novih metod ali kulturne dejavnike, ki določajo načine kmetovanja.

## Razični pristopi k agroekologiji
Agroekologi se ne strinjajo vedno s tem kaj agroekologija je oz. kaj bi morala biti na dolgi rok.
različne opredelitve pojma se v veliki meri razlikujejo po specifičnosti, s katero opredeljujejo izraz "ekologija" kot tudi izraz potencialne politične konotacije. Definicije agroekologije zato morda  najprej razvrstijo po posebnih okoliščinah v katerih ležijo kmetijstva. Ta opredelitev se nanaša na "ekologijo" del agroekologije kot ozko naravno okolje. Po tej opredelitvi lahko agroekologi preučujejo zdravstveno stanje tal, kakovost vode, kakovost zraka, mezo in mikro favno, okoliške rastline, strupene snovi in druge naravne vsebine.
Pogostejšo opredelitev pojma je mogoče nasloviti z Dalgaard et al., ki se nanaša na agroekologijo kot študijo medsebojnih vplivov na rastline, živali, ljudi in okolje v kmetijskih sistemih. Zato je agroekologija sama po sebi multidisciplinarna, vključno z dejavniki iz agronomije, ekologije, sociologije in ekonomije. Agroekologija je opredeljena različno tudi na geografsko lokacijo.

## Ekosistemi agroekologije
Ta pristop je posledica biologije ekosistemov Eugena Odum. Pristop temelji na predpostavkah, da so naravni sistemi s svojimi stabilnostimi in odpornostimi najboljši model za posnemanje.
Običajno ekosistemi agroekologije niso dejavno vključeni v družbenih vedah, vendar pa  ta šola temelji predvsem na prepričanju, da je veliko kmetijstvo neprimerno.

## Agronomska ekologija
Osnovni pristop v tej panogi je večinoma izpeljan iz agronomije, vključno s tradicionalno kmetijsko proizvodno vedo. Ta pristop prav tako ni dejavno vklučen v socialne vede agroekoloških analiz, vendar pa uporablja družboslovna razumevanja procesov, s katerimi je kmetijstvo postalo nevzdržno. Chuck Francis, Richard Hardwood, Ricardo Salvador in Matt Leibman so primeri tega pristopa.

## Ekološko politična ekonomija
Gonilna sila te oblike agroekologije so politično-ekonomski kritiki. Šola je prepričana, da bodo le korenite spremembe v politični ekonomiji in raziskave v gospodarstvu zmanjšale negativne stroške sodobnega kmetijstva.

## Agro-populacijska ekologija
Ta pristop izvira iz znanosti, ki temelji predvsem na ekologiji prebivalstva, ki je bila zadnja tri desetletja zapostavljena. Butell pojasnjuje, da je glavna razlika med obema kategorijama, rekoč da "Uporaba ekologije prebivalstva vključuje primarnost ne le za analizo ekosistemov z vidika dinamike populacije, njihovih drevesnih vrst, njihovih razmerij s podnebjem in biokemijo, ampak daje velik poudarek tudi vlogi genetike". David Andow in Alison Power navedena kot primera strokovnjakov zavezana tem pogledu.

## Ocena večnamenskega kmetijstva
Ta pristop se osredotoča na multifunkcionalnost pokrajine, namesto da se osredotoča izključno na spodbujanje kmetijstva. Kmetijstvo in prehrana šteje kot institucionalni kompleks, ki se nanaša in povezuje z drugimi socialnimi ustanovami.